# ماكروبايوتيك

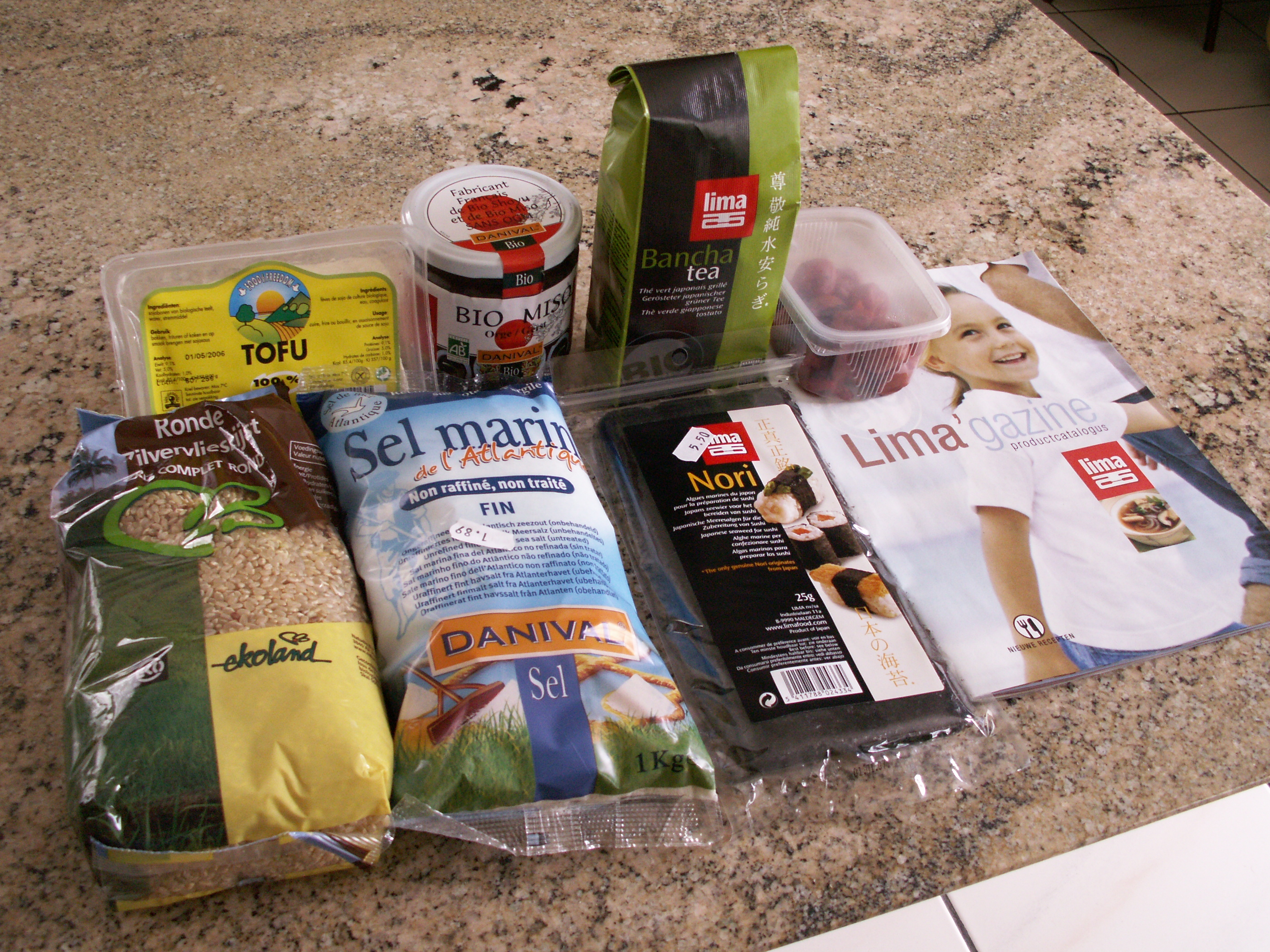

استعملت كلمة ماكروبيوتيك في اليونان القديمة بمعنى فن الصحة وطول العمر من خلال العيش بتناغم مع البيئة. أما في العصور الحديثة، فقد استعملها الفيلسوف الياباني جورج أوشاوا بهدف تصوير طريقة الحياة الصحية مظهرا الحيوية التي يشعر بها الشخص الذي يتمتع بصحة جيدة. تعني كلمة ماكرو الضخم أو العظيم، وكلمة بيو تعني الحياة. ويقصد بهذا أنه إذا اتبع الإنسان بنظام غذائي مناسب، فتسنح له الفرصة بأن يحيا حياة سعيدة ومنتجة. وقد هدف أوشاوا من نشره فلسفة الماكروبايوتيك، إصلاح الأنظمة الغذائية في العالم. وبعد وفاته في أواسط الستينات، حاول أصدقاؤه وتلامذته مثل ميتشيو كوشي مواصلة عمله.
لا يقوم النظام الغذائي الماكروبيوتيكي على نظام غذائي محدد، حيث تقوم فكرته على تفاوت الأنظمة الغذائية المتبعة بين شخص وآخر نظرا لأن كل إنسان يتميز عن الآخر، ويعيش في بيئة مختلفة، ولديه احتياجات متعددة. ويعتبر النظام الماكروبايوتيكي طريقة علاجية طبيعية.
تمارس مبادئ الطعام الماكروبيوتيكية في عدة حضارات تقليدية.
إنه نظام غذائي يعتمد على تناول الحبوب مع تزويده بمواد غذائية أخرى مثل الخضراوات، الفول والأغذية الحيوانية الطبيعية وتجنب استخدام الأطعمة المجهّزة والمكررة . يركّز أيضاً نظام الماكروبيوتيك على التوصية على عدم الإفراط في الطعام ومضغ الطعام جيّداً قبل البلع.

## فلسفة الماكروبايوتيك
إن الأساس الفلسفي للماكروبيوتيك هو دراسة التغير وبشكل خاص مبادئ النسبية أو الين واليانغ (الأنثى والذكر)، وهي أساس كل الفلسفات الشرقية والثقافات والفنون والطب.
تقوم فلسفة الماكروبايوتيك على أن كل شيء عرضة للتغير الدائم، وأن البشر محاطون بقوتين جبارتين ومتعارضتين ولكن متممتين لبعضهما وتقودان إلى التناغم. يطلق على هاتين القوتين لقب الين واليانغ وهي كلمات يابانية تعني الأنثى والذكر.
يركز المايكروبيوتيك على فعالية الين واليانغ في الحياة اليومية، ويعتبر وسيلة لإدراك كل تغيير أو حركة أو تكوين أو تفاعل بالإضافة إلى الظواهر.

## الحمل
لم يتم اختبار حمية الماكروبيوتك لدى النساء الحوامل أو المرضّعات وبعض الإصدارات قد لا تتضمن ما يكفي من عناصر غذائية معينة لنمو الجنين الطبيعي.